# マニラアサ
マニラアサ（マニラ麻、学名：Musa textilis）はバショウ科バショウ属の多年草。丈夫な繊維が取れるため、繊維作物として経済的に重要である。
名称の「マニラ」は、原産地であるフィリピンの首都・マニラに由来する。分類上はアサの仲間ではないが、繊維が取れることから最も一般的な繊維作物である「アサ」の名がついている。そのほか、アバカ、セブ麻、ダバオ麻とも呼ばれる。

## 性質
フィリピン原産で、ボルネオ島やスマトラ島にも広く分布する。植物学的には多年草であるが、高さは平均6メートルに達するため、木のように見える。これは同属のバナナと同様であり、外見もよく似ている。
葉は楕円形で大きく、基部は鞘状で茎を包むようになっており（葉鞘）、ここから繊維が取れる。

## 栽培と利用
マニラアサの繊維は植物繊維としては最も強靭なものの1つである。また、マニラアサは水に浮き、太陽光や風雨などに対しても、非常に高い耐久性を示す。船舶係留用などのロープをはじめ、高級な紙（紙幣や封筒）、織物などに用いられている。
マニラアサは3か月から8か月ごとに収穫される。生長した個体は根を残して切り倒し、葉鞘を引き剥がすと、残された根から新しく出芽して生長する。
葉鞘からは肉質などを除去し、繊維だけを取り出す。繊維はセルロース、リグニン、ペクチンなどで構成されており、長さは1.5メートルから3.5メートルである。これを縒り合わせるとロープができる。
フィリピンでは1800年代からロープ用に栽培されており、1925年にはフィリピンでの栽培を見たオランダ人によってスマトラ島に大規模なプランテーションが作られ、続いて中央アメリカでもアメリカ合衆国農務省による援助で栽培が始まった。英領北ボルネオでは1930年に商業栽培が始まった。
第二次世界大戦前の日本人も、フィリピンのミンダナオ島ダバオ市に渡り、麻栽培従事者が2万人におよんだ。その後に設立された日本人墓地があった慰霊碑の前で、2013年にロドリゴ・ドゥテルテ大統領（当時ダバオ市長）が、地域経済の発展に寄与したと評価する挨拶をしている。